# Passe à dix
La passe à dix est un jeu sportif. Il se pratique avec deux équipes de joueurs à partir de 8 ans.

## Matériel
- un ballon
- un terrain

## But du jeu
Faire dix passes entre les joueurs d'une même équipe sans que le ballon tombe ou qu'il soit intercepté par l'équipe adverse.

## Règles
Le jeu peut se pratiquer très librement ou avec des règles plus strictes :
- distance minimum entre équipiers lors de la passe
- terrain normé avec une ou des zones interdites
- obligation de changer de secteur à chaque passe

Donc il faut réussir à faire 10 passes à ses coéquipiers sans que l'autre équipe prenne la balle

## Généralisation
La passe à dix peut se pratiquer avec un frisbee, un volant, etc. Entre adultes, elle peut servir d'entraînement dans le cadre d'un sport : équitation, natation, etc.